# Impuls (jeździectwo)

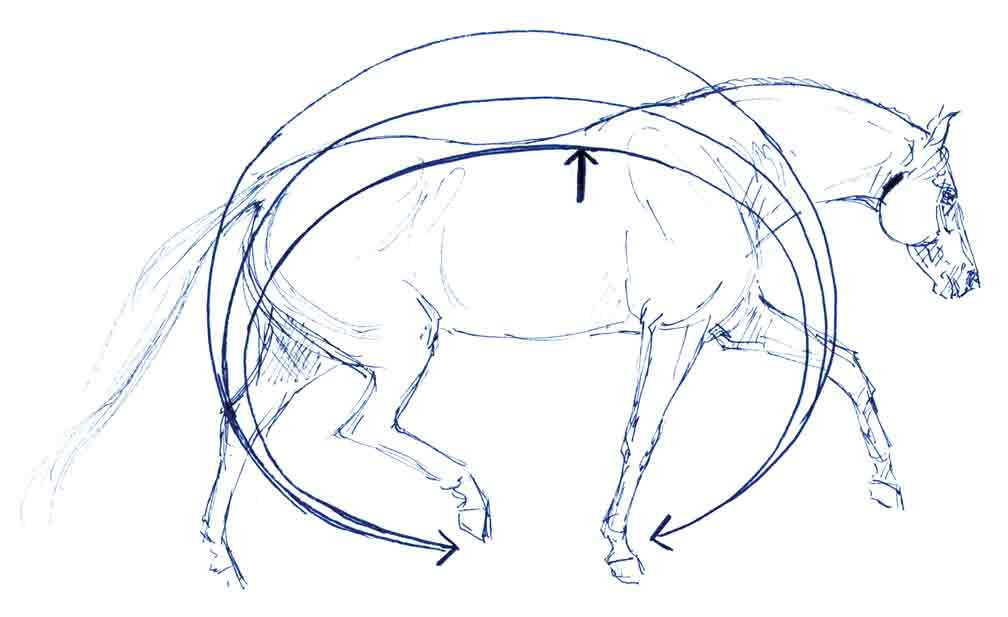
Koń aktywnie pracujądy zadem - schemat

Impuls – określenie ruchu konia, jedno z kryteriów oceny w dyscyplinie ujeżdżenia. 
"Impuls jest miarą kontrolowanego przekształcenia energii wytwarzanej przez zad konia (...) Oznaką impulsu jest wyraźnie akcentowana i płynna praca tylnych kończyn". Termin impuls odnosi się do chodów, w których występuje faza zawieszenia; długość jej trwania jest ważną częścią impulsu.
Zebranie konia w kłusie i w galopie wymaga impulsu. Cechy impulsu to: dążność konia do ruchu naprzód, elastyczność kroków, ekspresja ruchów, rozluźnienie grzbietu, zaangażowanie zadu, lekkość na wodzach.